# ОШ „Вук Караџић” Крњево
ОШ „Вук Караџић” Крњево, насељеном месту на територији општине Велика Плана, основана је 1779. године, као једна од најстаријих школа у Србији.
Школу су подигли и издржавали мештани и ђачки родитељи из Крњева и околних места одакле су били ученици који су похађали школу.
Први учитељ био је „мађистар” Павле Југовић, а један од првих ученика ове школе био је Анта Протић, касније саветник и попечитељ (министар) финансија у Милошевој Србији.
У времену од 1804-1806. године један од учитеља је био и Јован Ранчић. Ранчић је 1806. године прешао у Смедерево, и по неким подацима пренео и лицеј. Познато је да је лицеј из Смедерева касније пренет у Крагујевац, а одатле у Београд. Тако се крњевачка школа може назвати зачетником Универзитета у Београду.